# Brad Harris

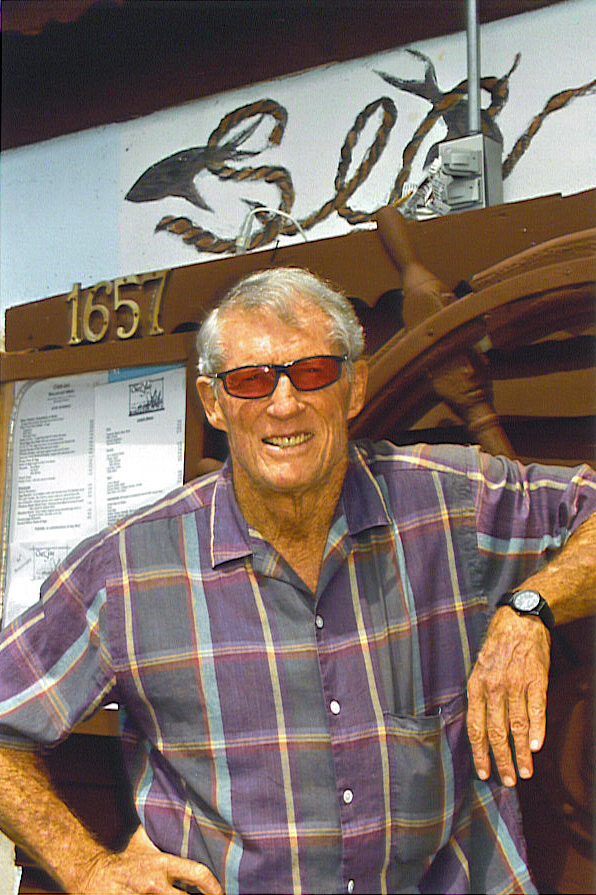
Brad Harris (2004)

Bradford Harris (* 16. Juli 1933 in St. Anthony, Idaho; † 7. November 2017 in Santa Monica, Kalifornien) war ein amerikanischer Schauspieler.

## Leben
In den frühen 1950er Jahren studierte Harris an der UCLA Wirtschaftswissenschaften und spielte im College-Team Football. Er folgte jedoch nicht der Familientradition und begab sich statt ins Bankwesen nach Hollywood, wo er zunächst als Stuntman arbeitete.

## Karriere
Ende der 1950er-Jahre kam Harris als Stunt-Koordinator nach Europa und fand dort nicht nur in dieser Eigenschaft und als 2ndUnit-Regisseur Beschäftigung, sondern nahm das Angebot einer Hauptrolle in einem Sandalenfilm an. Dank seines guten Aussehens und beeindruckender Physis blieb er auch in anderen Genres im Filmgeschäft, wobei er actionlastige Stoffe bevorzugte (zunächst z. B. Agentenfilme, später Italo-Western, noch später versuchte er eine Renaissance des Sandalenfilms zu initiieren). So ist seine bekannteste Rolle die des Captain Rowland in der Serie von Kommissar-X-Filmen. Im Fernsehen war er in Derrick-, Dallas- und Falcon-Crest-Folgen zu sehen.
Seine Filmografie wird von einer stattlichen Anzahl obskurer Filme durchzogen, die oftmals auch in exotischen Filmnationen produziert wurden. Insgesamt war er in mehr als 70 Film- und Fernsehproduktionen zu sehen.
Von 1967 an war er einige Jahre mit der Schauspielerin Olga Schoberová verheiratet. Aus dieser Ehe ging ein Kind hervor.
Nachdem er schon eine eigene Produktionsfirma (Three Star Pictures) besaß, war Harris in späteren Jahren der Vorsitzende der Modern Body Design – A California Corporation.
Für die Veröffentlichung der Kommissar X-Filme auf DVD wurde 2012 eine 142-minütige Dokumentation Die X-Männer schlagen zurück erstellt.

## Filmografie
- 1955: Wolkenstürmer (The McConnell Story)
- 1956: The Adventures of Ozzie and Harriet (Fernsehserie, 1 Folge)
- 1956: The Big Attack – Combat Heroes of WWII (Fernsehserie, 2 Folgen)
- 1956–1957: Citizen Soldier (Fernsehserie, 4 Folgen)
- 1957: Navy Log (Fernsehserie, 1 Folge)
- 1957: Teufel im Nacken (Monkey on My Back)
- 1959: Li’l Abner
- 1959: Speed Crazy
- 1960: Frankie und seine Spießgesellen (Ocean's Eleven)
- 1960: Je länger, je lieber (Tall Story)
- 1960: Spartacus
- 1960: 13 Fighting Men
- 1961: Die Irrfahrten des Herkules (Goliath contro i giganti)
- 1961: Herkules im Netz der Cleopatra (Sansone)
- 1962: Es geschah in Athen (It Happened in Athens)
- 1962: Heißer Hafen Hongkong
- 1962: Die letzten Stunden von Pompeji (Anno 79 – La distruzione di Ercolaneo)
- 1962: Samson, Befreier der Versklavten (La furia di Ercole)
- 1963: Die Flußpiraten vom Mississippi
- 1963: Der Kampf der Makkabäer (Il vecchio testamento)
- 1963: Kommissar Maigret sieht rot (Maigret voit rouge)
- 1963: Der schwarze Panther von Ratana
- 1964: Die Diamantenhölle am Mekong
- 1964: Das Geheimnis der chinesischen Nelke
- 1964: Die Goldsucher von Arkansas
- 1964: Weiße Fracht für Hongkong
- 1965: Scharfe Schüsse auf Jamaika (A 001: operazione Giamaica)
- 1965: Die schwarzen Adler von Santa Fe
- 1966: Kommissar X – Jagd auf Unbekannt
- 1966: Kommissar X – Drei gelbe Katzen
- 1966: Kommissar X – In den Klauen des goldenen Drachen
- 1967: Django – unersättlich wie der Satan (Un hombre vino a matar)
- 1967: Die drei Supermänner räumen auf (I fantastici tre supermen)
- 1967: Kommissar X – Drei grüne Hunde
- 1967: Die Milliarden-Super-Masche (Supercolpo da 7 miliardi)
- 1967: Mister Dynamit – Morgen küßt Euch der Tod
- 1968: Cin cin… cianura
- 1968: Kommissar X – Drei blaue Panther
- 1968: Nackt unter Affen (Eva, la Venere selvaggia)
- 1969: Formel 1 – In der Hölle des Grand Prix (Formula I – Nell'inferno del Grand Prix)
- 1969: Kommissar X – Drei goldene Schlangen
- 1969: Poppea – Die Kaiserin der Gladiatoren (Le calde notti di Poppea)
- 1970: Campana (Quando suona la campana)
- 1970: Che fanno i nostri supermen tra le vergini della jungla?
- 1970: Patton – Rebell in Uniform (Patton)
- 1970: Wanted Sabata
- 1970: Der Würger kommt auf leisen Socken (Lo strangolatore di Vienna)
- 1971: Arriva Durango… paga o muori
- 1971: Kommissar X jagt die roten Tiger
- 1971: Die Rückkehr der stärksten Gladiatoren der Welt (Il ritorno del gladiatore più forte del mondo)
- 1972: Er säte den Tod (Seminò la morte… lo chiamavano “Castigo di Dio”)
- 1972: Sie nannten ihn Zambo (Zambo il dominatore della foresta)
- 1974: Das Haus der Angst (La casa della paura)
- 1974: Das Labor des Grauens – The Freakmaker (The Mutations)
- 1974: Zwei Schlitzohren in der gelben Hölle (Questa volta ti facci ricco)
- 1975: Der Tomatenkrieg (Antonio e Placido – Attenti ragazzi… chi rompe paga)
- 1975/78: Lady Dracula
- 1977: La bestia in calore
- 1978: Verstecktes Ziel (Brass Target)
- 1978: Zwei tolle Käfer räumen auf
- 1979: Derrick: Besuch aus New York (Fernsehserie, 1 Folge)
- 1980: Spezialkommando Feuervogel (Challenge of the Tiger)
- 1981: Träume zerrinnen wie Sand (Splendor in the Grass) (Fernsehfilm)
- 1982: Good-bye Cruel World
- 1982: Der unglaubliche Hulk: Ein winziges Problem (The Incredible Hulk) (1 Folge)
- 1983: Herkules (Ercole)
- 1983: Die sieben glorreichen Gladiatoren (I sette magnifiche gladiatori)
- 1984: Mike Hammer: Der tote Killer (Fernsehserie, 1 Folge)
- 1984–1989: Dallas (Fernsehserie, 3 Folgen)
- 1984–1989: Falcon Crest (Fernsehserie, 7 Folgen)
- 1986: Trio mit vier Fäusten: Die Erbschaft (Riptide) (Fernsehserie, 1 Folge)
- 1986: Der Stein des Todes – Death Stone
- 1987: Jack und McCabe – Zwischen zwei Feuern (Jack and the Fatman) (Fernsehserie, 1 Folge)
- 1988–1990: Hunter (2 Folgen)
- 1999: Boom
- 2012: Skin Collector (Shiver)